# Tyler Young
Tyler Young (17 de diciembre de 1990) es un actor estadounidense conocido por interpretar a Philip en la serie Eyewitness.

## Biografía
Young nació y creció en Chicago, Illinois y tuvo el privilegio de educarse en algunas de las mejores instituciones como el Acting Studio Chicago, The Second City y el Theatre School de la universidad de DePaul.
Aparece en episodios de la serie de Fox Empire y de la serie de la NBC Chicago Fire. Comenzó más en serio en 2016 como Philip Shea en la serie Eyewitness dirigida por Catherine Hardwicke y producida por Adi Hasak. Actualmente forma parte del reparto de la miniserie de ABC When we rise de Gus Van Sant.

## Filmografía

### Cine
| Año  | Película                     | Personaje            | Observaciones |
| ---- | ---------------------------- | -------------------- | ------------- |
| 2014 | The last hour                | Eric                 | Cortometraje  |
| 2014 | La balada de Ronnie y Clide  | Sam                  | Cortometraje  |
| 2016 | Small Arms                   | Ethan                | Cortometraje  |
| 2017 | El misterio de casa Matusita | Mike (a los 20 años) |               |

### Televisión
| Año       | Serie        | Personaje   | Observaciones               |
| --------- | ------------ | ----------- | --------------------------- |
| 2013-2014 | The Avatars  | JP          |                             |
| 2014      | Chicago Fire | Jason Lullo | 1 episodio                  |
| 2015      | Empire       | Shy Fan     | 1 episodio                  |
| 2016      | Eyewitness   | Philip Shea | 10 episodios. Protagonista. |
| 2017      | Código Negro | Jared       | 1 episodio                  |
| 2017      | When We Rise | Matt        | Miniserie                   |

- Datos: Q23664884